# 佐谷秀行
佐谷 秀行（さや ひでゆき、Hideyuki Saya）は、日本の医学研究者。がん幹細胞研究の第一人者。藤田医科大学腫瘍研究センター長（2024年現在）。慶應義塾大学医学部先端医科学研究所遺伝子制御研究部門教授を歴任。トランスレーショナル研究の推進に尽力した。

## 略歴
- 1981年 - 神戸大学医学部卒業。
- 1987年 - 神戸大学大学院医学研究科修了、医学博士の学位を取得。
- 神戸大学医学部脳神経外科 臨床医。
- カリフォルニア大学サンフランシスコ校 脳腫瘍研究センター 研究員。
- 1988年 - テキサス大学M.D.アンダーソンがんセンター Assistant Professor。
- 熊本大学大学院医学薬学研究部 腫瘍医学分野 教授。
- 2007年 - 慶應義塾大学医学部先端医科学研究所 遺伝子制御研究部門 教授。
- 2024年 - 藤田医科大学腫瘍研究センター センター長。

## 研究成果

### がん幹細胞研究
がんの再発や転移の原因となる「がん幹細胞」の存在を解明し、その治療抵抗性のメカニズムに関する研究を進めてきた。特に、細胞接着分子CD44のバリアントである「CD44v」の役割を明らかにし、がん幹細胞の耐性を克服するための治療法を提案した。

### ドラッグリポジショニング
既存薬の新たな用途を見出す「ドラッグリポジショニング」を推進。潰瘍性大腸炎やリウマチ治療薬として用いられる「スルファサラジン」が、がん幹細胞の治療に有効であることを発見し、臨床試験を行った。

## 受賞歴
- 2020年 - 吉田富三賞。

## 理念と人柄
基礎研究と臨床研究をつなげる「トランスレーショナル研究」の重要性を説き、研究者としてのミッション（社会的使命）、ビジョン（自己目標）、コアバリュー（基本的価値観）を明確にすることの必要性を若手研究者に伝えている。

## 外科医から研究者への転身
悪性脳腫瘍の再発に直面した経験から、外科的治療の限界を痛感し、基礎研究の道に進むことを決意。1990年代後半に「がん幹細胞」の存在が明らかになったことをきっかけに、がん治療の概念を根本から変える研究に取り組んだ。

## チーム作りへの取り組み
M.D.アンダーソンがんセンターでの経験を基に、佐谷は自身の研究グループを「世界で最も先進的ながん研究チーム」とすることを目標に掲げ、個々の研究者の価値観を尊重したチーム運営を実践している。